# Aleksandrs Jeļisejevs
Aleksandrs Jeļisejevs (en russe : Александр Елисеев), né le 11 août 1971 à Riga en Lettonie, est un footballeur international letton, devenu entraîneur à l'issue de sa carrière, qui évoluait au poste d'attaquant.

## Biographie

### Carrière de joueur
Aleksandrs Jeļisejevs dispute 13 matchs en Ligue des champions, pour deux buts inscrits, et deux matchs en Coupe de l'UEFA. Il inscrit son premier but en Ligue des champions en septembre 1992, face au club féroïen du KÍ Klaksvík, puis son second en juillet 2002, contre l'équipe galloise de Barry Town.

### Carrière internationale
Aleksandrs Jeļisejevs compte 37 sélections et 4 buts avec l'équipe de Lettonie entre 1992 et 2002. 
Il est convoqué pour la première fois par le sélectionneur national Jānis Gilis pour un match de la Coupe baltique 1992 contre l'Estonie le 10 juillet 1992 (victoire 2-1). Par la suite, le 8 juillet 1996, il inscrit son premier but en sélection contre la Lituanie, lors d'un match de la Coupe baltique 1996 (défaite 2-1). Il reçoit sa dernière sélection le 6 juillet 2002 contre l'Azerbaïdjan (0-0).

### Carrière d'entraîneur
Aleksandrs Jeļisejevs commence sa carrière de manager en 2011, en tant qu'entraîneur du FK Auda durant deux saisons.

## Palmarès

### En club
- Avec le Skonto Riga
  - Champion de Lettonie en 1991, 1992, 1993, 1994, 1995, 1996, 2001, 2002 et 2003
  - Vainqueur de la Coupe de Lettonie en 1992, 1995, 2001 et 2002

### Distinctions personnelles
- Meilleur buteur du Championnat de Lettonie en 1993 (20 buts)